# 胡晓琴
胡晓琴（1918年10月—2012年1月12日），男，山西太原人，中华人民共和国政治人物，曾任中共山西省委常委、组织部部长，山西省人大常委会副主任。